# Gloster (Misisipi)
Gloster es un pueblo ubicado en el Condado de Amite en el estado estadounidense de Misisipi. En el año 2000 tenía una población de 1.073 habitantes y una densidad poblacional de 227.2 personas por km².

## Geografía
Gloster se encuentra ubicado en las coordenadas 31°11′49″N 91°1′9″O / 31.19694, -91.01917.

## Demografía
Según la Oficina del Censo en 2000 los ingresos medios por hogar en la localidad eran de $19.922, y los ingresos medios por familia eran $23.750. Los hombres tenían unos ingresos medios de $25.833 frente a los $17.222 para las mujeres. La renta per cápita para la localidad era de $10.536. Alrededor del 35.0% de las familias y del 39.8% de la población estaban por debajo del umbral de pobreza.